# Великий Агармиш
Великий Агармиш — одна з гірських вершин Головного пасма Кримських гір, на масиві Агармиш, на північний захід від міста Старий Крим. Простягається на 4.5 км. Висота 723 метри. Поверхня столоподібна. Південно-східний схил крутий, північно-західний — пологий, розчленований ярами і балками. Складається переважно з вапняків. Поширені карстові форми рельєфу (карри, лійки, шахти). Вкритий лісовою рослинністю (дуб, граб, ясен). На  південному схилі — санаторій "Старий Крим".